# Ene-Margit Tiit

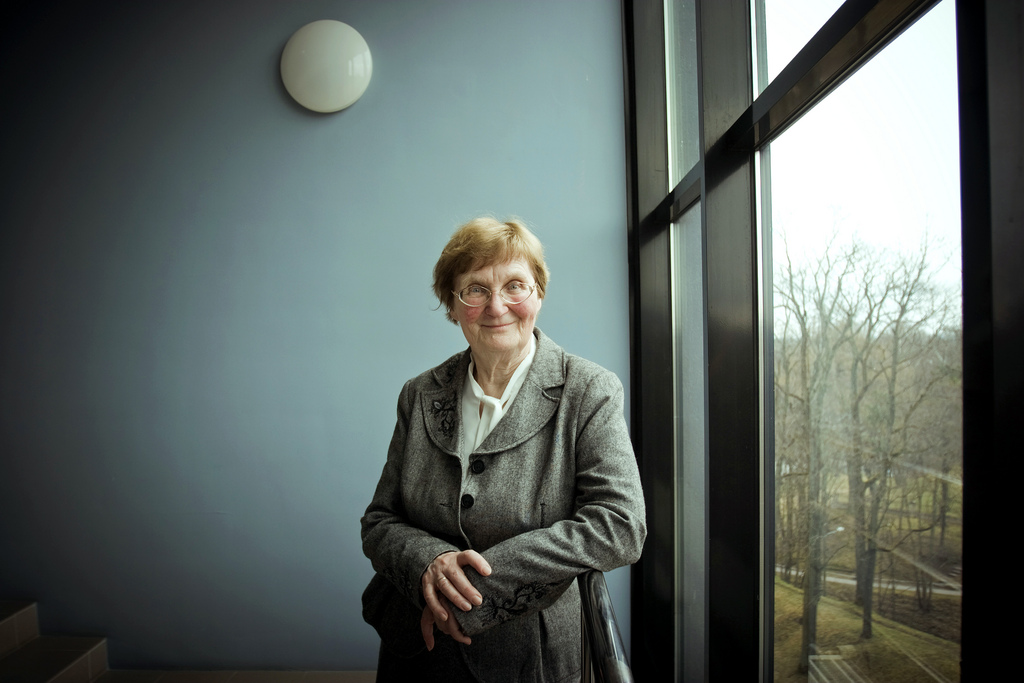
Ene-Margit Tiit

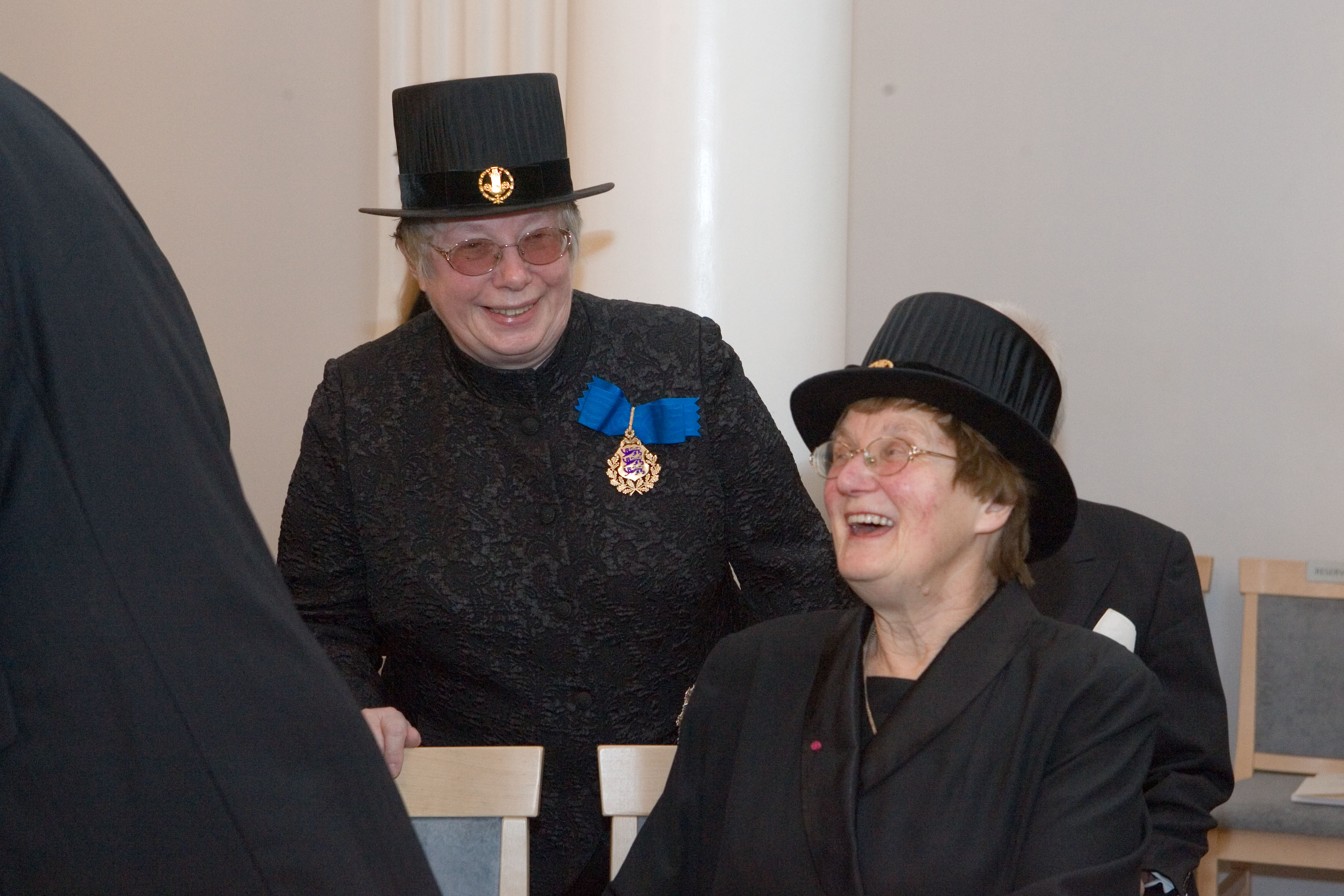
Marju Lauristin und Ene-Margit Tiit bei der Verleihung des UT National Thought Award am 1. Dezember 2006

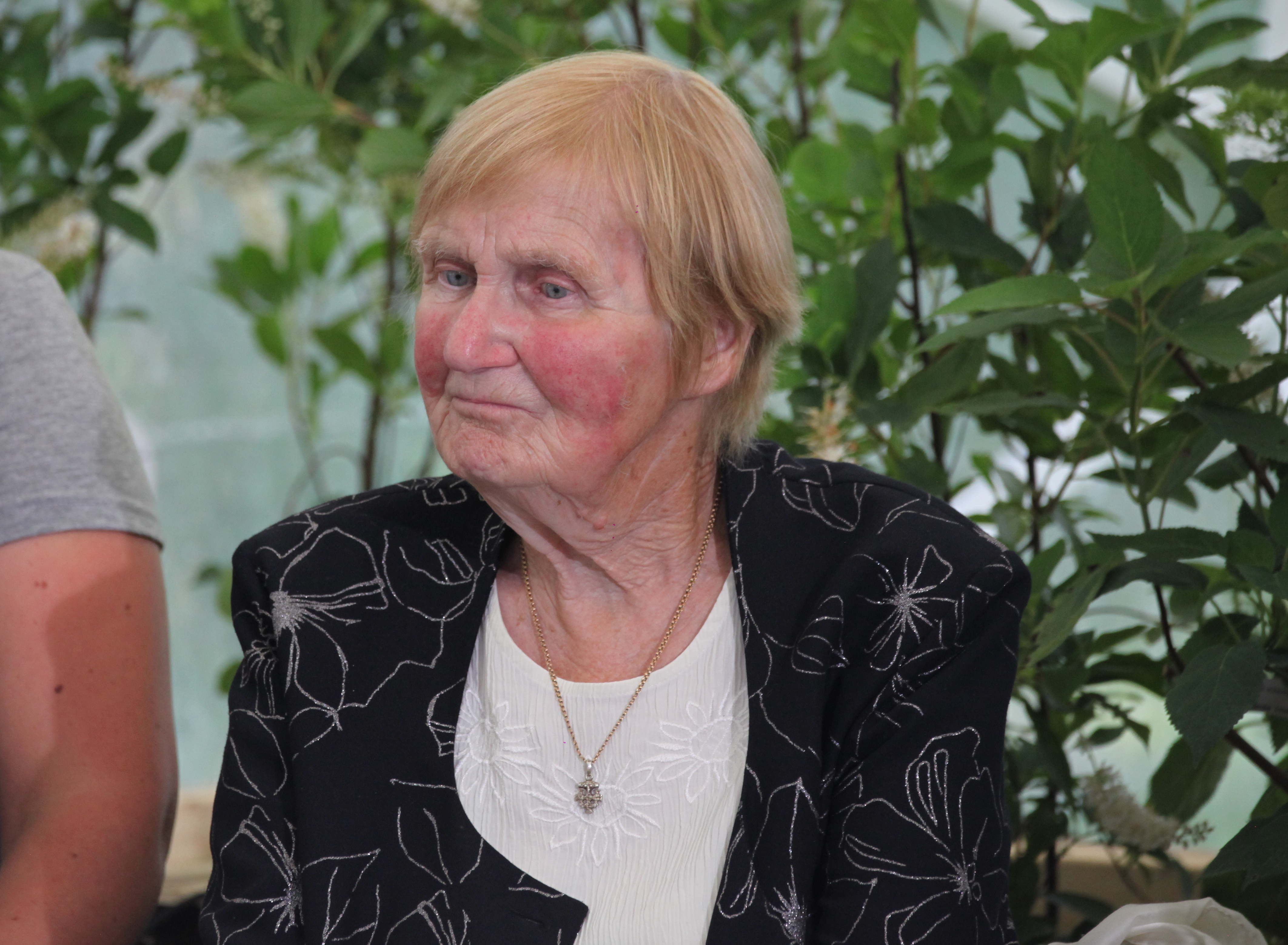
Ene-Margit Tiit (2021)

Ene-Margit Tiit (* 22. April 1934 in Tartu, Estland) ist eine estnische Mathematikerin und Hochschullehrerin. Sie ist emeritierte Professorin an der Universität Tartu und war die erste Präsidentin der Estnischen Statistischen Gesellschaft.

## Leben und Werk
Tiit ist die Tochter des Mathematikers Arnold Humal. Sie besuchte die Schule in Tallinn, wo sie 1952 ihren Abschluss erhielt. Sie studierte dann an der Universität Tartu und schloss ihr Grundstudium 1957 ab. 1963 promovierte sie bei Gunnar Kangro mit der Dissertation: Ridade ümberjärjestamisest.
Nachdem sie vor ihrer Promotion von 1957 bis 1959 an der Estnischen Landwirtschaftsakademie gearbeitet hatte, kehrte sie 1962 als Fakultätsmitglied an die Universität Tartu zurück. Von 1992 bis zu ihrer Emeritierung 1999 war sie dort die erste reguläre Professorin in der von ihr gegründeten Abteilung für mathematische Statistik. Sie forschte in den Gebieten mathematische Statistik, Bevölkerungswissenschaften, Soziologie und Anthropologie.
Die Estnische Statistische Gesellschaft wurde im September 1992, kurz nach dem Fall der Sowjetunion, gegründet, und Tiit wurde die erste Präsidentin. 1999 wurde sie emeritiert, arbeitet aber seit 2006 weiterhin als leitende Methodologin für die estnische Regierungsbehörde Statistics Estonia. 2020 war sie Speaker auf dem World Statistics Day an der Universität Tartu.

## Auszeichnungen
Sie ist seit 1992 gewähltes Mitglied des International Statistical Institute. 1995 verlieh ihr die Universität Helsinki die Ehrendoktorwürde. Sie erhielt die staatliche Auszeichnung Estlands, den Orden des weißen Sterns IV. Klasse, verliehen. 2006 wurde sie Ehrenmitglied der Estnischen Statistischen Gesellschaft.